# Adriana Campos

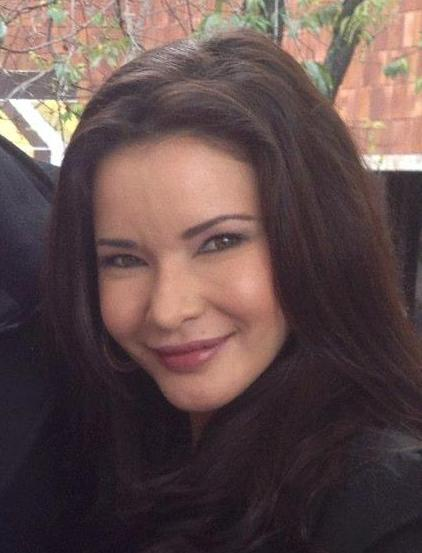
Adriana Campos

Adriana Campos (* 27. Februar 1979 in Chaparral; † 3. November 2015 bei Peñalisa, Kolumbien) war eine kolumbianische Schauspielerin.

## Leben und Karriere
Ihren ersten Auftritt in einer Fernsehserie hatte sie im Jahr 2000. Weitere Engagements im Fernsehen sowie im Theater folgten. Mit dem Geschäftsmann Carlos Rincon war sie seit 2014 verheiratet und hatte mit ihm seit August 2014 einen Sohn mit dem Namen Gerónimo Rincón Campos.
Eine wesentliche Bekanntheit erlangte sie vor allem durch ihre Engagements in spanischsprachigen Telenovelas, so in der Rolle der Priscila Cardona in der Fernsehserie Bella Calamidades.
Bei einem Autounfall ist die Sechsunddreißigjährige zusammen mit ihrem Ehemann tödlich verunglückt. Der Wagen kam von der Straße ab und stürzte in den Río Cauca, in dem beide ertranken.

## Filmografie
- 2000: Se armó la gorda (Fernsehserie)
- 2000: A donde va Soledad (Fernsehserie. 3 Episoden)
- 2001: El inutil (Fernsehserie)
- 2004: Te Voy a Enseñar a Querer (Fernsehserie, 1 Episode)
- 2006: Gringo Wedding
- 2006: Amores de Mercado (Fernsehserie, 1 Episode)
- 2007: Victoria (Fernsehserie, 1 Episode)
- 2007: Madre Luna (Fernsehserie, 1 Episode)
- 2007: Zorro: La Espada y La Rosa (Fernsehserie, 1 Episode)
- 2008: Vecinos (Fernsehserie)
- 2008: Tiempo final (Fernsehserie, 1 Episode)
- 2009: Sin retorno (Fernsehserie, 1 Episode)
- 2010: Bella Calamidades (Fernsehserie, 138 Episoden)